# Pygeretmus platyurus
Pygeretmus platyurus là một loài động vật có vú trong họ Dipodidae, bộ Gặm nhấm. Loài này được Lichtenstein mô tả năm 1823.